# Sukiyaki (Lied)
Ue o muite arukō (上を向いて歩こう), international vor allem bekannt als Sukiyaki, ist ein Lied des japanischen Sängers Kyū Sakamoto. Auf Deutsch übersetzt bedeutet der Titel etwa „Kopf hoch und weiter gehen“. Sakamoto veröffentlichte den Song bereits 1961, zum Welthit wurde er allerdings erst 1963.

## Entstehungsgeschichte
Der Text von Ue o muite arukō wurde von Rokusuke Ei (1933–2016) geschrieben, die Musik kam dazu von Hachidai Nakamura. Gesungen wurde das Lied von dem zu diesem Zeitpunkt erst 19-jährigen Kyū Sakamoto.
Der Inhalt des Liedes erweckt nach außen den Eindruck einer traurigen Liebesballade, da es um einen Mann geht, der sich alleine fühlt und den Kopf nach oben trägt, sodass seine Tränen nicht fallen. Das Lied hat aber auch eine „politische Interpretation“, die nicht-japanischen Hörern zumeist unbekannt blieb: Rokusuke Ei schrieb den Song nach dem Besuch eines Studentenprotestes gegen die nach dem Zweiten Weltkrieg anhaltende Militärpräsenz der US-Amerikaner in Japan. Der Text drückt Frustration, aber zugleich die Hoffnung auf eine bessere Zukunft aus. Die politischen Elemente wurden aber von Ei bewusst vage gelassen, sodass es auch nur als Liebeslied verstanden werden kann. Musikalisch lässt sich der Titel den Genres Kayōkyoku und Orchestral Pop einordnen.

## B-Seite
Auf der B-Seite von Kyu Sakamotos Single war das Lied Anoko-no Namae-wa Nantenkana (あの娘の名前はなんてんかな, deutsch „Wie heißt diese Frau?“), ebenfalls von Ei und Nakamura geschrieben. Das knapp drei Minuten lange Kayōkyoku-Lied beschreibt einen Mann, der eine Frau in der Ferne sieht und sich fragt, wie sie wohl heißt. Als er sich ihr am Ende nähert, stellt sich heraus, dass er eine Schaufensterpuppe gesehen hatte. Der Song ist mit Blasorchester und Geigen arrangiert.

## Kommerzieller Erfolg
Nach seiner Veröffentlichung war das Lied drei Monate an der Spitze der japanischen Charts und dort das erfolgreichste Lied des Jahres 1961.
Capitol Records veröffentlichte im Jahr 1963 das Original, nach einigen erfolgreichen Coverversionen mit dem Titel Sukiyaki, von Kyū Sakamoto ebenfalls unter dieser Titelbezeichnung. Diese japanisch gesungene Version belegte kurz nach Erscheinen drei Wochen Platz 1 der US-amerikanischen Charts. Der Song entwickelte sich zum Welthit und ist bis heute der einzige japanische Nummer-eins-Hit in den US-amerikanischen Billboard Hot 100, auch in Ländern wie Australien und Norwegen belegte er daraufhin die Spitzenposition. In Deutschland erreichte Sukiyaki Platz 2, in den britischen Charts Platz 6.
Mit über 13 Millionen verkauften Einheiten galt Sukiyaki als eine der bis dato meistverkauften Singles aller Zeiten. Der weltweite Erfolg des Liedes wurde als Symbol für den zunehmenden Aufstieg und die erneute internationale Akzeptanz Japans nach seiner Niederlage im Zweiten Weltkrieg gesehen.
| ChartsChartplatzierungen       | Höchstplatzierung | Wochen/ Monate |
| ------------------------------ | ----------------- | -------------- |
| Deutschland (GfK)              | 2 (5 Mt.)         | 5 Mt.          |
| Japan (Oricon)                 | 1 (… Wo.)         | … Wo.          |
| Vereinigte Staaten (Billboard) | 1 (14 Wo.)        | 14 Wo.         |
| Vereinigtes Königreich (OCC)   | 6 (13 Wo.)        | 13 Wo.         |

## Coverversionen
Vom Song Sukiyaki gibt es zahlreiche Coverversionen.
Louis Benjamin, der Manager einer englischen Plattenfirma, hörte das Lied bei einer Geschäftsreise in Japan. Er kaufte es und ließ es in England von Kenny Ball unter dem Titel als Instrumentalstück veröffentlichen. Benjamin wählte für diese Veröffentlichung mit Sukiyaki – nach dem gleichnamigen Gericht, einem japanischen Eintopf – einen neuen Titel. Das Gericht Sukiyaki steht in keiner Weise in Verbindung mit dem Inhalt des Liedes, Sukiyaki wurde nur ausgewählt, da er bei nicht-japanischen Hörern leichter verständlich und auszusprechen (und damit besser vermarktbar) war als der ursprüngliche Titel Ue o muite arukō. Die Instrumentalversion erreichte Platz 10 der britischen Hitparade.
1963 veröffentlichten die Blue Diamonds auf derselben Melodie einen Schlager in deutscher Sprache mit dem Titel Sukiyaki, der im Text das Gericht erwähnt. Er erreichte wie Sakamotos Version Platz 2 der deutschen Charts.
1965 veröffentlichte der amerikanische Soulsänger Jewel Akens eine englischsprachige Version unter dem Titel My First Lonely Night.
Eine im März 1981 veröffentlichte Version der Disco-Gruppe A Taste of Honey konnte sich in mehreren Ländern in den Charts platzieren, darunter in den USA auf Platz 3. Sie schrieben einen englischen Text dazu, der aber mit dem ursprünglichen Text nichts zu tun hat. 1995 erreichte die Gruppe 4 P.M. mit einer A-cappella-Variante Platz 8 der Billboard Charts.
2005 veröffentlichte die deutsche Band The Busters nach einer Japan-Tournee eine Ska-Version mit dem japanischen Originaltext.